# Eleccions a l'Assemblea de Melilla de 2019
Les eleccions a l'Assemblea de Melilla de 2019 es van celebrar el 26 de maig de 2019, en el marc de les eleccions autonòmiques d'Espanya de 2019, i van donar lloc a l'inici de la VII legislatura des de l'Estatut d'Autonomia de Melilla. S'hi van triar 25 representants.

## Investidura
Després de la celebració de les eleccions a l'Assemblea de Melilla van començar unes setmanes d'incertesa. L'únic diputat de Ciutadans, Eduardo de Castro, tenia la clau per donar continuïtat al govern de Juan José Imbroda, el qual portava 19 anys governant la ciutat, o apostar per un govern alternatiu. Després de diverses reunions i trobades a dues bandes, Eduardo de Castro no feia pública la seva decisió encara que al Partit Popular de Melilla creien que Eduardo de Castro recolzaria amb una abstenció un govern de la ciutat Partit Popular de Melilla i Vox.
La sorpresa va saltar el 15 de juny de 2019 a la constitució d'Assemblea de Melilla, ja que Eduardo de Castro va presentar candidatura a la presidència de la ciutat, fet que va deixar atònits a Juan José Imbroda i al Partit Popular de Melilla, que no donaven crèdit al que estaven veient. Eduardo de Castro va ser nomenat president de la ciutat autònoma de Melilla amb els vots favorables de Coalició per Melilla i el PSOE, que sumaven majoria absoluta, front la indignació de Juan José Imbroda que es va encarar amb el mateix Eduardo de Castro cridant-li «traïdor» mentre ell li va respondre amb un somriure. Els diputats del Partit Popular de Melilla van sortir molt afectats de l'Assemblea de Melilla abans que acabés la sessió d'investidura.
Ciutadans va acabar amb dinou anys de govern del Partit Popular i va propiciar un canvi de govern i de polítiques.
| Data                                                    | Candidat               |    |   |   |   |   | Total   |
| ------------------------------------------------------- | ---------------------- | -- | - | - | - | - | ------- |
| 15 de juny de 2019 Majoria necessària: Absoluta (13/25) | Juan José Imbroda (PP) | 10 |   |   | 2 |   | 12 / 25 |
| 15 de juny de 2019 Majoria necessària: Absoluta (13/25) | Eduardo de Castro (Cs) |    | 8 | 4 |   | 1 | 13 / 25 |